# John Abele

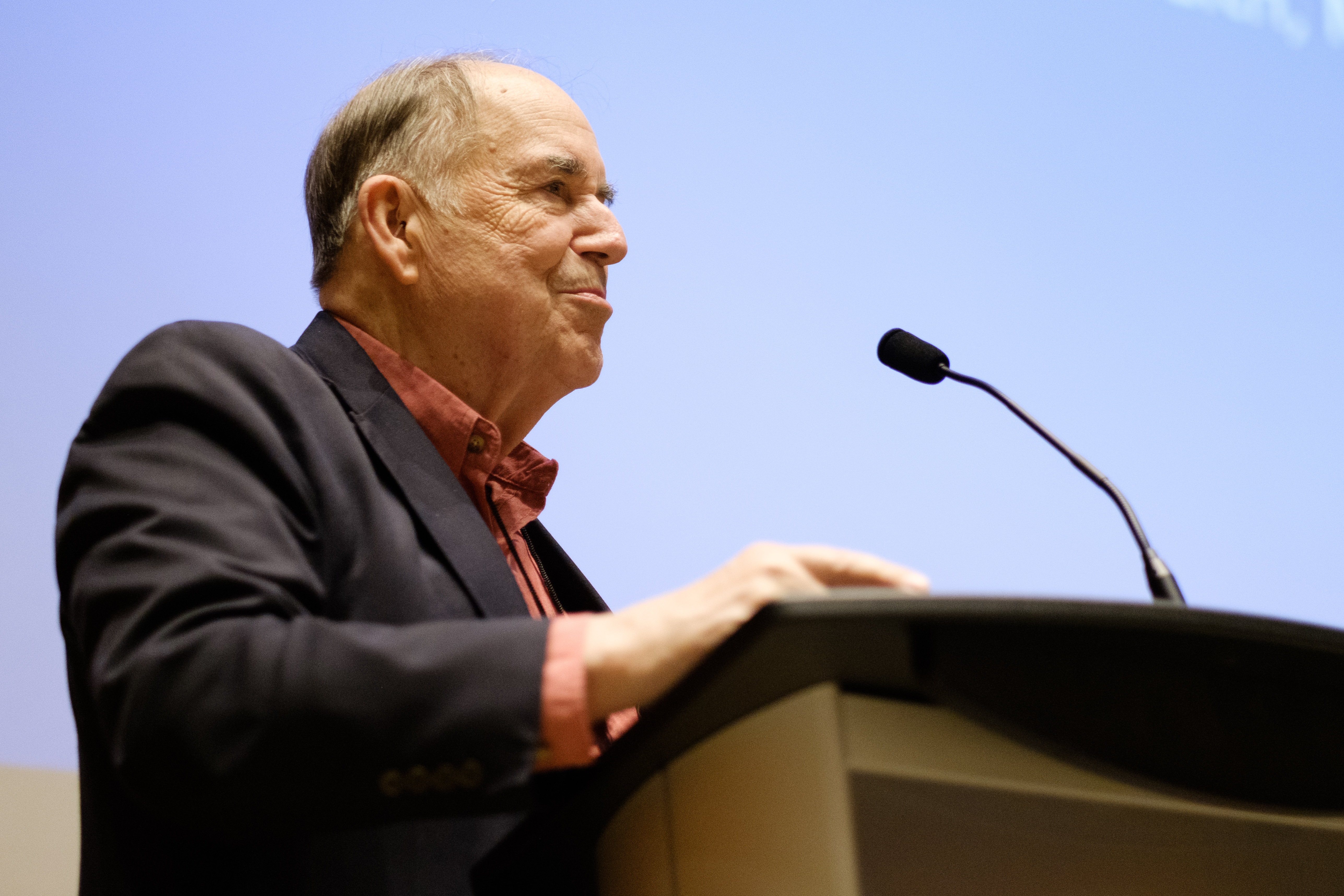
John Abele

John Eaton Abele (* 1936 oder 1937) ist ein amerikanischer Unternehmer.

## Leben
Abele studierte Physik und Philosophie am Amherst College. Nach seinem Abschluss 1959 arbeitete er für Advanced Instruments Inc., bevor er von 1970 bis 1983 Präsident des Unternehmens Medical Information Technology (Meditech) wurde. Gemeinsam mit Peter Nicholas gründete er 1979 das US-amerikanische Unternehmen Boston Scientific, das einer der weltweit führenden Hersteller für Medizintechnik ist. 
Zudem ist er Gründer des kanadischen Kingbridge Conference Center & Institute und Vize-Vorsitzender des Unternehmens First. Abele ist Stipendiat der Society of Interventional Radiology und des American Institute for Medical und Biomedical Engineering und wurde von mehreren medizinischen Gesellschaften ausgezeichnet. 2023 wurde er in die National Academy of Engineering gewählt.
Nach Angaben des Forbes Magazines gehört Abele zu den reichsten US-Amerikanern und ist in The World’s Billionaires gelistet. 
Abele wuchs ohne Vater auf; dieser fiel 1942 als Kommandant des U-Bootes USS Grunion vor Alaska. Er ist verheiratet und hat drei Kinder. Chris Abele (* 1967) ist Geschäftsmann, Politiker der Demokratischen Partei und  Milwaukee County Executive. Seine Schwester Jeneye Abele ist Präsidentin der von John Abele gegründeten Argosy Foundation. Alexander Abele (* 1969) ist Gitarrist und Komponist.